# Правоберёзовский
Правоберёзовский — посёлок в Ставропольском крае России. Входит в городской округ город-курорт Кисловодск.

## География
Расстояние до краевого центра: 144 км.

## История
На 1 марта 1966 года посёлок Отделение № 1 совхоза «Южный» входил в состав территории Зеленогорского сельсовета с центром в посёлке Зеленогорский:23.
В 1972 году Указом Президиума ВС РСФСР посёлок отделения № 1 совхоза «Южный» переименован в Правоберёзовский.
До 16 марта 2020 года Правоберёзовский входит в состав муниципального образования «Сельское поселение Нежинский сельсовет».
В июне 2020 года в состав города-курорта Кисловодска были переданы населённые пункты Предгорного района (муниципального округа) посёлки Высокогорный, Левоберёзовский и Правоберёзовский.

## Население
| 1989 | 2002 | 2010 | 2014 | 2020 |
| ---- | ---- | ---- | ---- | ---- |
| 141  | ↗193 | ↘116 | ↗200 | ↘108 |

По данным переписи 2002 года, 62 % населения — карачаевцы.